# Sphagneticola
Sphagneticola es un género de plantas fanerógamas perteneciente a la familia de las asteráceas.   Comprende 5 especies descritas y de estas, solo 4 aceptadas.

## Taxonomía
El género fue descrito por Karl August Otto Hoffmann y publicado en Notizblatt des Königlichen botanischen Gartens und Museums zu Berlin 3(22): 36. 1900. La especie tipo es Sphagneticola ulei O. Hoffm. 

## Especies aceptadas
A continuación se brinda un listado de las especies del género Sphagneticola aceptadas hasta julio de 2012, ordenadas alfabéticamente. Para cada una se indica el nombre binomial seguido del autor, abreviado según las convenciones y usos.
- Sphagneticola brachycarpa (Baker) Pruski
- Sphagneticola calendulacea (L.) Pruski
- Sphagneticola gracilis (Rich.) Pruski
- Sphagneticola trilobata (L.) Pruski